# Xestia hispanica
Xestia hispanica là một loài bướm đêm trong họ Noctuidae.